# Mac OS X 10.2
Mac OS X 10.2, és la nova versió del sistema operatiu d'Apple, que té més de 150 noves característiques i aplicacions. Entre elles, un nou programa de correu electrònic "Mail" dissenyat per a eliminar el correu escombraries; el programa de missatgeria instantània "iChat"; la nova tecnologia de reconeixement d'escriptura "Inkwell"; una Agenda o fitxer d'adreces extensiu a tot el sistema; QuickTime 6 amb suport MPEG-4; Accés Universal i Finder millorats; Sherlock 3 amb integració de Serveis Internet; i la revolucionària tecnologia de xarxa Rendezvous. Mac US X v10.2 està ja disponible a Espanya al preu de 161 euros (IVA inclòs).

## Històric de versions
| Versió Mac OS X | build | data publicació         | notes |
| --------------- | ----- | ----------------------- | --- |
| 10.2.0          | 6C115 | 23 d'agost del 2002     | retail |
| 10.2.1          | 6D52  | 18 de setembre del 2002 | Apple: About the Mac OS X 10.2.1 Update Arxivat 2008-03-26 a Wayback Machine., codename Jaguar Red                                                                |
| 10.2.2          | 6F21  | 11 de novembre del 2002 | Apple: About the Mac OS X 10.2.2 Update Arxivat 2008-10-07 a Wayback Machine., codename Jaguar Blue or Merlot                                                     |
| 10.2.3          | 6G30  | 19 de desembre del 2002 | Apple: About the Mac OS X 10.2.3 Update Arxivat 2008-03-27 a Wayback Machine., codename Jaguar Green                                                              |
| 10.2.4          | 6I32  | 13 de febrer del 2003   | Apple: About the Mac OS X 10.2.4 Update Arxivat 2008-10-07 a Wayback Machine., codename Jaguar Pink                                                               |
| 10.2.5          | 6L29  | 10 d'abril del 2003     | Apple: About the Mac OS X 10.2.5 Update Arxivat 2008-03-29 a Wayback Machine., codename Jaguar Plaid                                                              |
| 10.2.6          | 6L60  | 6 de maig del 2003      | Apple: About the Mac OS X 10.2.6 Update Arxivat 2008-10-07 a Wayback Machine., codename Jaguar Black                                                              |
| 10.2.7          | 6R65  | 22 de setembre del 2003 | Was pulled from distribution because of bugs |
| 10.2.8          | 6R73  | 3 October 2003          | Apple: About the Mac OS X 10.2.8 Update Arxivat 2008-04-04 a Wayback Machine., Apple: About the Mac OS X 10.2.8 (G5) Update Arxivat 2008-10-07 a Wayback Machine. |